# 분노를 위한 기도
《분노를 위한 기도》(Praying With Anger)는 인도에서 제작된 M. 나이트 샤말란 감독의 1992년 드라마 영화이다. 샤말린 감독의 데뷔작이며 본인이 직접 출연, 각본, 제작을 맡았다.

## 출연

### 주연
- M. 나이트 샤말란
- 마이크 머튜

### 조연
- 리차 아후자
- 서시마 아후자

## 기타
- Ass-PD: 자야락슈미 샤말란
- Ass-PD: 넬리아트 C. 샤말란